# Кубок Лихтенштейна по футболу 2009/2010
Кубок Лихтенштейна 2009/2010 — шестьдесят пятый сезон ежегодного футбольного соревнования в Лихтенштейне. Победителем турнира в 13-й раз подряд и в 39-й раз в истории стал клуб «Вадуц», обыгравший в финале «Эшен-Маурен» 1-1 (в основное время) и 4-2 (в серии пенальти). Победитель кубка квалифицировался во второй квалификационный раунд Лиги Европы УЕФА 2010/2011.

## Первый раунд
Матчи первого раунда прошли 18—19 августа 2009 года.
| Команда         | счёт | Команда        |
| --------------- | ---- | -------------- |
| Бальцерс III    | 5:1  | Вадуц Португиз |
| Эшен-Маурен II  | 3:2  | Тризен         |
| Руггелль II     | 2:4  | Тризен II      |
| Тризенберг II   | 0:6  | Шан Аццурри    |
| Эшен-Маурен III | 4:6  | Вадуц II       |
| Вадуц IV        | 0:3  | Тризенберг     |

## Второй раунд
Матчи второго раунда состоялись 15,16 и 23 сентября 2009 года
| Команда      | счёт | Команда        |
| ------------ | ---- | -------------- |
| Шан Аццурри  | 0:3  | Тризенберг     |
| Тризен II    | 0:3  | Бальцерс II    |
| Вадуц II     | 1:9  | Руггелль       |
| Бальцерс III | 0:6  | Эшен-Маурен II |

## 1/4 финала
Матчи второго раунда состоялись 20, 21, 27 и 28 октября 2009 года
| Команда        | счёт | Команда     |
| -------------- | ---- | ----------- |
| Бальцерс II    | 0:8  | Вадуц       |
| Эшен-Маурен II | 1:0  | Шан Аццурри |
| Руггелль       | 2:4  | Бальцерс    |
| Тризенберг     | 0:3  | Эшен-Маурен |

## 1/2 финала
Полуфиналы состоялись 6 апреля 2010 года.
| Команда        | счёт | Команда     |
| -------------- | ---- | ----------- |
| Бальцерс       | 0:4  | Вадуц       |
| Эшен-Маурен II | 2:6  | Эшен-Маурен |

## Финал
| 13 мая 2010 года | \| Вадуц \| 1:1 д.в., п. 4:2 \| Эшен-Маурен \| \| 71′ Цероне \| Голы \| 56′ Клементе \| | Райнпарк, Вадуц Судья: Марко Сперанда |
| Вадуц            | 1:1 д.в., п. 4:2                                                                        | Эшен-Маурен                           |
| 71′ Цероне       | Голы                                                                                    | 56′ Клементе                          |

| Победитель Кубка Лихтенштейна 2009—2010 |
| --------------------------------------- |
| Вадуц 39-й титул                        |